# Miljakovac
Miljakovac (en serbe cyrillique : Миљаковац) est un quartier de Belgrade, la capitale de la Serbie. Il est situé dans la municipalité urbaine de Rakovica. Au recensement de 2002, il comptait 18 890 habitants.

## Localisation

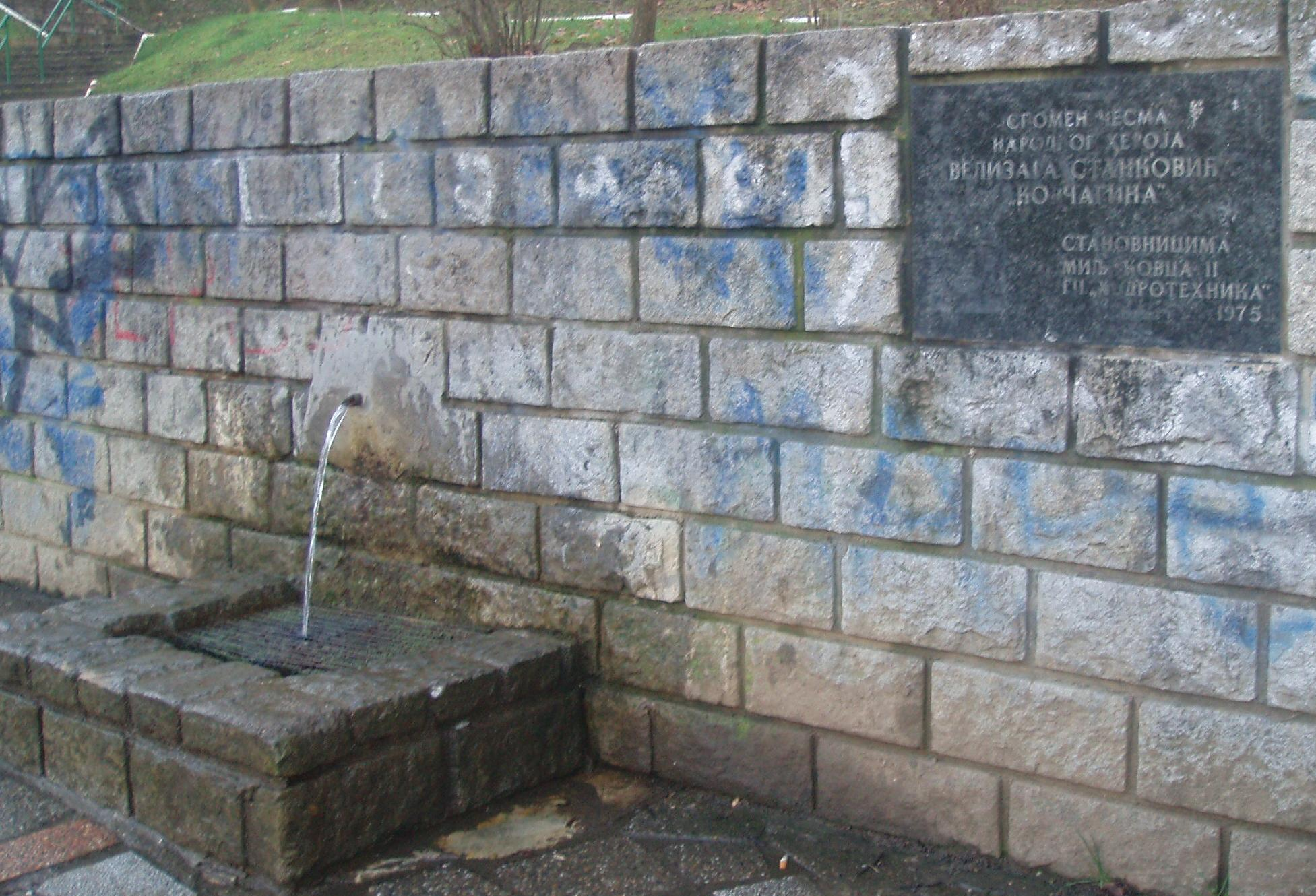
La source de Miljakovac

Miljakovac est situé à l'orée septentrionale de la forêt de Miljakovac (Miljakovačka šuma), sur les pentes de la colline de Miljakovac. Le quartier est entouré par ceux de Kanarevo brdo au nord et Rakovica à l'ouest. Il est composé de trois sous-quartiers, Miljakovac I et Miljakovac II, qui forment une continuité urbaine avec le reste de la ville de Belgrade ; Miljakovac III pénètre plus avant dans la forêt. Les trois quartiers sont résidentiels.

## Miljakovac I
Miljakovac I constitue la partie ancienne du quartier de Miljakovac. Il a été construit pour loger les ouvriers du secteur industrialisé de Rakovica. Il se présente comme une extension orientale de Rakovica et de Kanarevo brdo. Au cours des bombardements de Belgrade par l'OTAN en 1999, le secteur a été touché par des tirs qui visaient principalement le complexe militaire de la colline de Straževica. En 2002, le quartier comptait 13 427 habitants.

## Miljakovac II
Miljakovac II est une extension vers l'est de Miljakovac I, Avec Miljakovac III, le quartier comptait 5 463 en 2002.

## Miljakovac III
Miljakovac III est la partie la plus récente du quartier de Miljakovac. Il est situé à un peu moins d'un kilomètre de Miljakovac II, avec lequel il ne forme aucune continuité. Ce quartier s'est développé dans les années 1990 sur les pentes méridionales de la colline de Miljakovac, dans les bois de Miljakovac et de Manastirska šuma.

## Transports
Le quartier de Miljakovac est desservi par de nombreuses lignes de bus de la société GSP Beograd auxquelles il sert de terminus. Miljakovac I est desservi par les lignes 54 (Miljakovac I – Železnik – Makiš) et 94 (Novi Beograd Blok 45 – Miljakovac I), Miljakovac II par la ligne 48 (Gare de Pančevački most – Miljakovac II) et 504 (Miljakovac III – Gare de Resnik).